# Saudi Aramco

Saudi Aramco (Od 1944. do 1988. se zvala Arabian-American Oil Company, kratica ARAMCO, أرامكو السعودية ) je najveća naftna tvrtka na svijetu sa sjedištem u Dahranu u Saudijskoj Arabiji.

## Vanjske poveznice
- Stranica tvrtke